# 毛房杜鹃
毛房杜鹃（学名：Rhododendron praeteritum var. hirsutum）为杜鹃花科杜鹃花属下的一个变种。

## 扩展阅读
- 維基物種上的相關：毛房杜鹃